# Lacajunte
Lacajunte là một xã, thuộc tỉnh Landes trong vùng Nouvelle-Aquitaine. Xã này có diện tích 5,63 kilômét vuông, dân số năm 2006 là 132 người. Xã này nằm ở khu vực có độ cao trung bình 175 mét trên mực nước biển.

## Biến động dân số
| Năm | 1962 | 1968 | 1975 | 1982 | 1990 | 1999 | 2006 |
| --- | ---- | ---- | ---- | ---- | ---- | ---- | ---- |
| Dân số | 193  | 196  | 170  | 152  | 160  | 136  | 132  |
| From the year 1962 on: No double counting—residents of multiple communes (e.g. students and military personnel) are counted only once. |      |      |      |      |      |      |      |